# Бранка (Коруши)
Бра́нка (порт. Branca) — район (фрегезия) в Португалии, входит в округ Сантарен. Является составной частью муниципалитета Коруши. По старому административному делению входил в провинцию Рибатежу. Входит в экономико-статистический субрегион Лезирия-ду-Тежу, который входит в Рибатежу. Население составляет 1577 человек на 2001 год. Занимает площадь 115,46 км².